# Pabsts wipstaart
Pabsts wipstaart (Cinclodes pabsti)  is een zangvogel uit de familie der ovenvogels (Furnariidae).

## Vondst en naamgeving
De vogel is in 1966 in de staat Rio Grande do Sul ontdekt en in 1969 als  nieuw soort beschreven door de Duitse ornitholoog Helmut Sick. Hij noemde deze soort Cinclodes pabsti ter ere van de Braziliaanse botanicus Guido Frederico João Pabst.

## Kenmerken
Pabsts wipstaart is 21 tot 32 centimeter groot en weegt 49 tot 55 gram. Het is een middelgrote vogel met een relatief lange bruine wipstaart, grijsbruin van boven, iets donkerder op de kruin dan op de rug. De onderzijde is lichter, de keel is wit en borst en buik zijn okerkleurig. De snavel is vrij lang en zwart, opvallend is de witte wenkbrauwstreep en daaronder een smalle donkere oogstreep en twee okerkleurige brede vleugelstrepen.

## Verspreiding en leefgebied
Deze vogel is endemisch in Brazilië en komt enkel voor in de staten Minas Gerais, Santa Catarina en Rio Grande do Sul. De natuurlijke habitats zijn graslanden op gematigde breedtegraden en weiden op een hoogte van tussen de 750 en 1825 meter boven zeeniveau. Deze leefgebieden liggen in het bioom Atlantisch Woud.
De soort telt twee ondersoorten:
- C. p. espinhacensis: Serra do Cipó in Minas Gerais.
- C. p. pabsti: zuidoostelijk Santa Catarina en noordoostelijk Rio Grande do Sul.

## Voeding
De Pabsts wipstaart voedt zich met insecten en de larven daarvan.

## Status
De grootte van de populatie is in 2023 geschat op 16.000-18.000 volwassen vogels. Trends in populatie-aantallen zijn dalend. De leefgebieden worden in hoog tempo omgezet in bosbouwgebieden waar Pinus-soorten worden aangeplant. Om deze redenen staat Pabsts wipstaart als gevoelig op de Rode Lijst van de IUCN.